# Frankenturm (Trier)

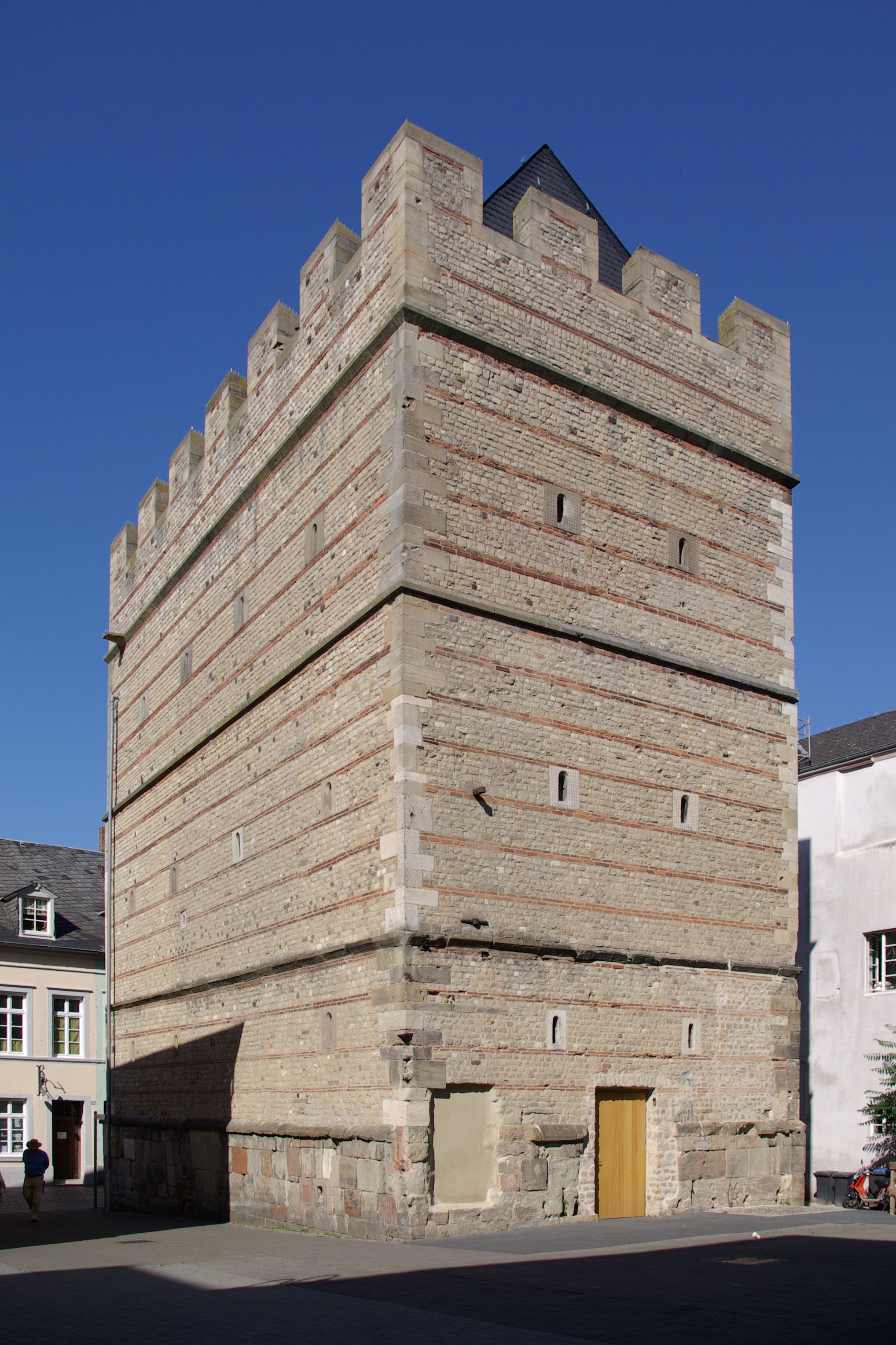
Frankenturm

Der Frankenturm ist ein wehrhafter Wohnturm in der Stadt Trier. Er steht in der Dietrichstraße nahe dem Hauptmarkt im Zentrum der Stadt.

## Geschichte
Der Frankenturm wurde um 1100 erbaut und 1298 erstmals urkundlich erwähnt. Er ist nach einem seiner Bewohner aus dem 14. Jahrhundert, Franco von Senheim, benannt. Die Mauertechnik des Gebäudes imitiert bewusst das Aussehen römischer Ruinen, die damals noch in größerer Zahl in Trier sichtbar waren. Für die Errichtung des Turmes wurde auch Material aus römischen Bauten gewonnen. Der Sockel besteht aus großformatigen antiken Quadern, ebenso die Eckquaderung. Die oberen Geschosse sind mit Kalkstein-Handquadern verblendet, die im Abstand von fünf bis acht Lagen mit Doppellagen nur vorgeblendeter römischer Ziegel durchgeschossen sind. Als Türsturz wurde ein halbrunder Stein aus einem Grabmal des 2. Jahrhunderts verwendet. Die erhaltene Inschrift der auf dem Kopf stehend vermauerten Spolie lautet: … BI ET AMA … AE SE … CONIUG … VIS FEC … und wird übersetzt mit … für sich und für Amandia Seva (Seura?), seine Ehefrau, zu beider Lebzeiten errichtet …. Die rundbogigen Schlitzfenster aus Steinplatten sind romanisch, ebenso die beiden gekuppelten Zwillingsfenster zur Straße, hinter denen wohl der Wohnraum des Hauptgeschosses lag. Der ursprüngliche Hocheingang im ersten Obergeschoss der östlichen Langseite war nur über eine außenliegende Holztreppe erreichbar (das heute vorhandene große Tor im Erdgeschoss des Turmes stammt aus späterer Zeit), die Treppe konnte im Verteidigungsfall hochgezogen werden.
Diese Wehrhaftigkeit einzelner Gebäude deutet auf eine unvollständige und damit nicht mehr funktionsfähige Stadtbefestigung in dieser Zeit hin. In Trier sind momentan 13 mittelalterliche Turmhäuser nachweisbar, von denen neben dem Frankenturm aber nur noch der Turm Jerusalem (11. Jhd.), der Konviktsturm (wohl 12. Jhd.) und das Dreikönigenhaus (von 1230) weitgehend erhalten sind, die übrigen konnten lediglich durch in spätere Gebäude einbezogene Reste oder auch nur archäologische Befunde nachgewiesen werden.
Der Frankenturm diente Ministerialen, die im Dienst des Erzbischofs standen, als Wohnturm. Ursprünglich war er fünf Stockwerke hoch. Er war Zentrum einer curtis mit einem größeren Wirtschaftshof (1330 ist eine caminata novis erwähnt). 1308 wurde er aber bis auf zweieinhalb Stockwerke abgetragen und mit einem Pultdach versehen. 1938/39 wurden die oberen Geschosse nach Plänen des Stadtkonservators Friedrich Kutzbach rekonstruiert, anstelle des letzten Vollgeschosses allerdings nur eine Mauer mit Zinnen aufgeführt. Der Turm erhielt eine Schieferabdeckung. Geplant war ein NS-Staatsjugendheim, das jedoch nicht mehr verwirklicht wurde. Das Innere des Turms verblieb im Rohbauzustand. Da nach dem Zweiten Weltkrieg auch das letzte später an den Turm angebaute Haus abgerissen wurde, steht er heute wieder nach allen Seiten frei.

## Renovierung
Im Jahre 2005 wurden die Dachentwässerung und das Dach repariert sowie einige Renovierungsmaßnahmen vorgenommen.
Nachdem der Turm lange leer stand und nur von außen besichtigt werden konnte, begann am 14. Juli 2006 mit einer feierlichen, symbolischen „Erstürmung“ des Turms die lange geplante und durch private Spenden finanzierte Renovierung. Bei der Renovierung des Turms wurden die für eine Nutzung notwendigen Einbauten wie Treppen und Toiletten in modernen Formen und Materialien geschaffen, das Mauerwerk des Turms aber unverändert belassen. Hierdurch sind historische und neue Bauteile deutlich voneinander zu unterscheiden, die Spuren der Zeit blieben ablesbar.
Am 14. April 2007 wurde der Frankenturm im Rahmen eines Bürgerfestes wiedereröffnet. Er dient heute als Ausgangspunkt für Erlebnisführungen der Tourist Information Trier und kann für Veranstaltungen oder Tagungen von ihr angemietet werden.

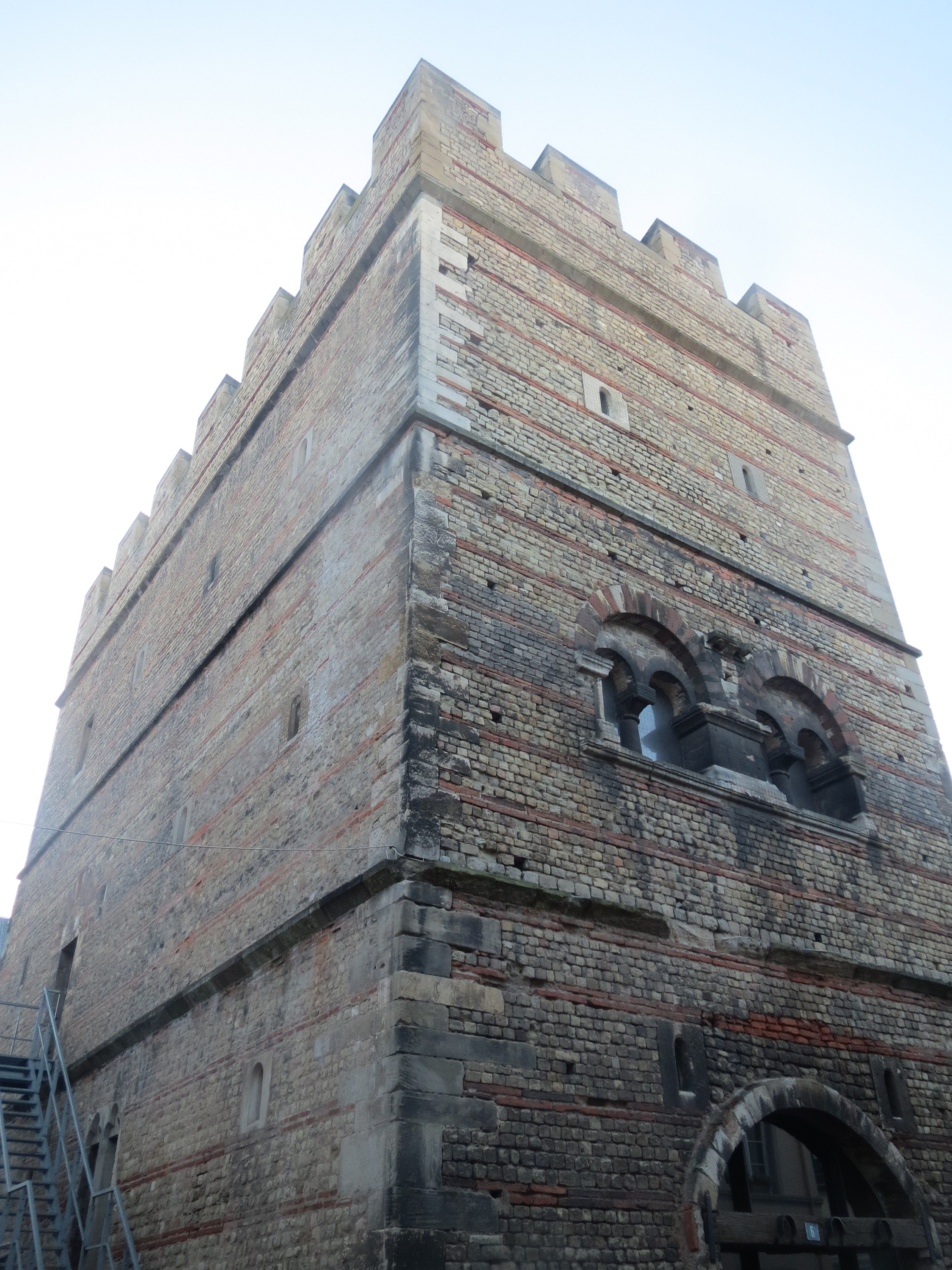
Romanische Zwillingsfenster
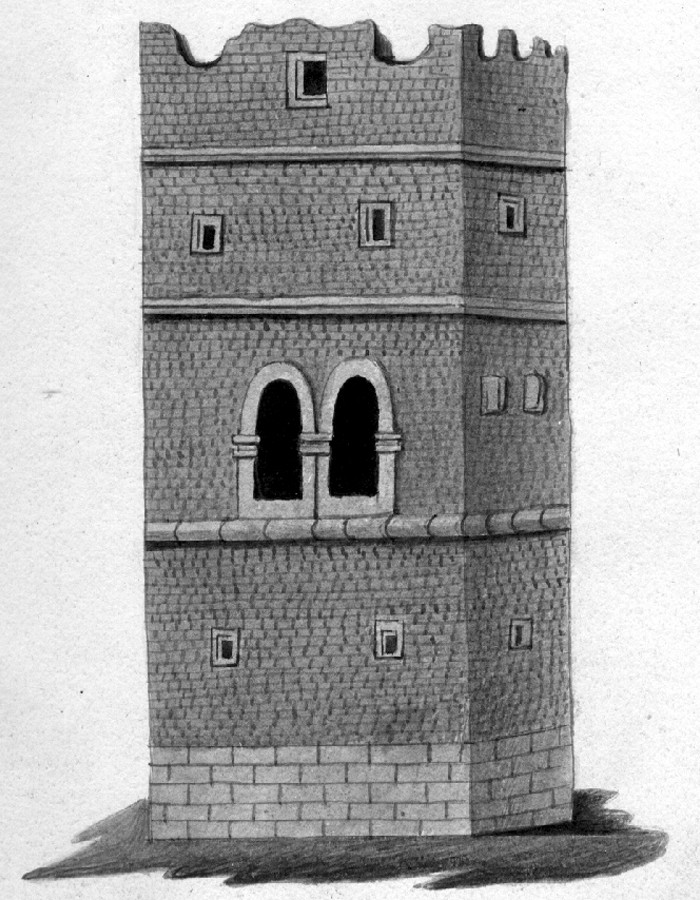
Zeichnung von D. Wirtz, 1806
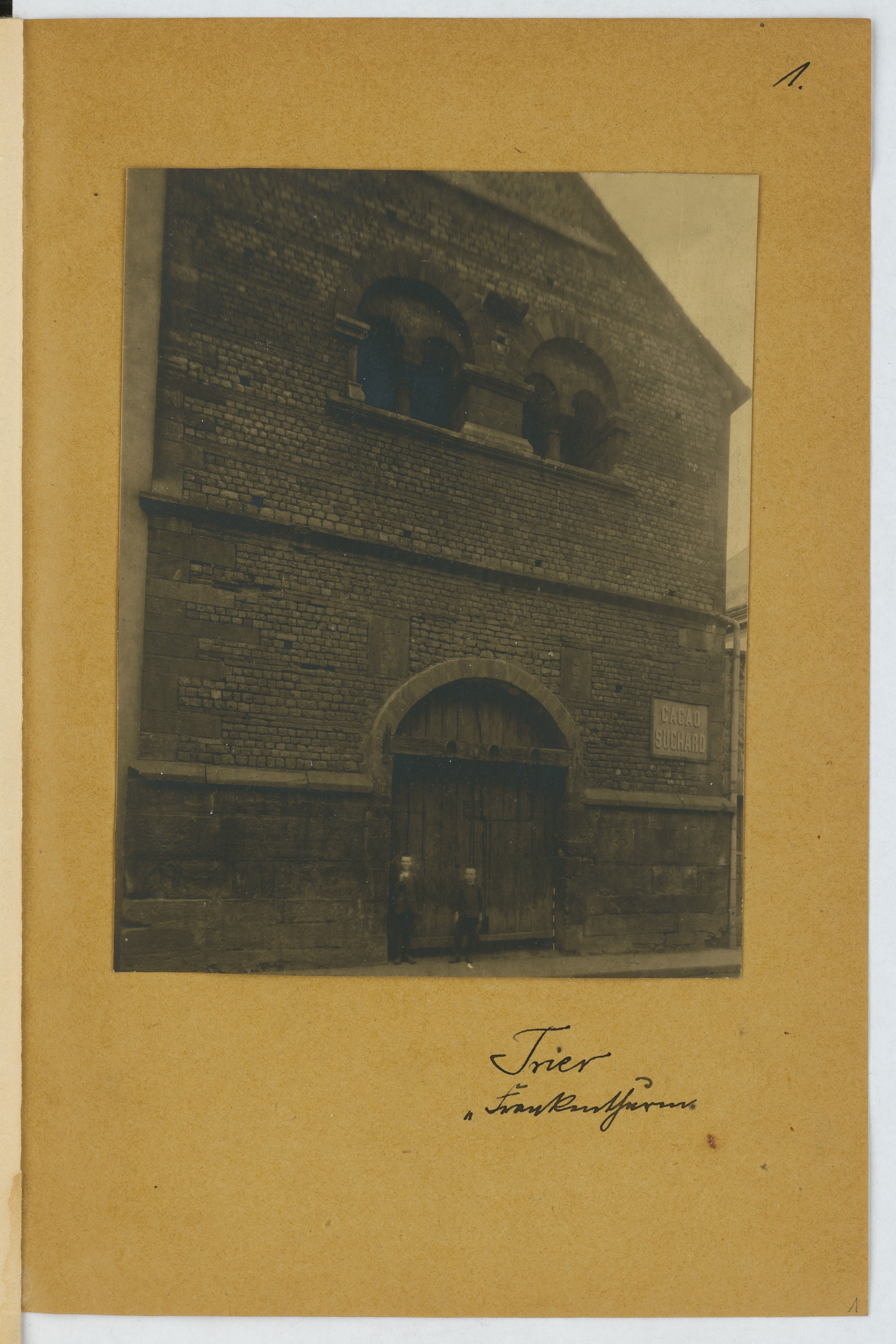
Zustand um 1900, vor der Rekonstruktion
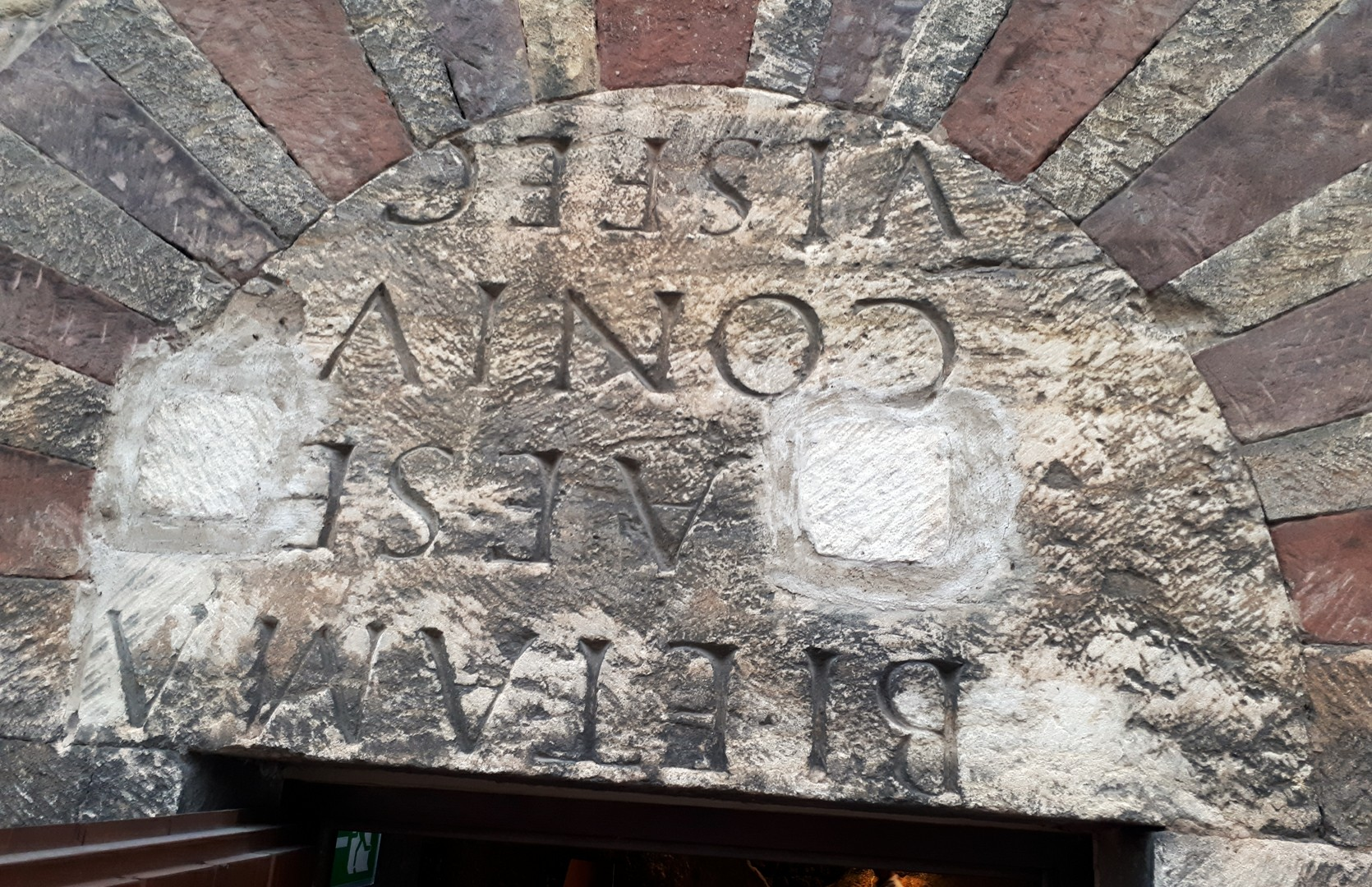
Auf dem Kopf stehende Spolie eines römischen Grabsteins als Türsturz an der Ostseite
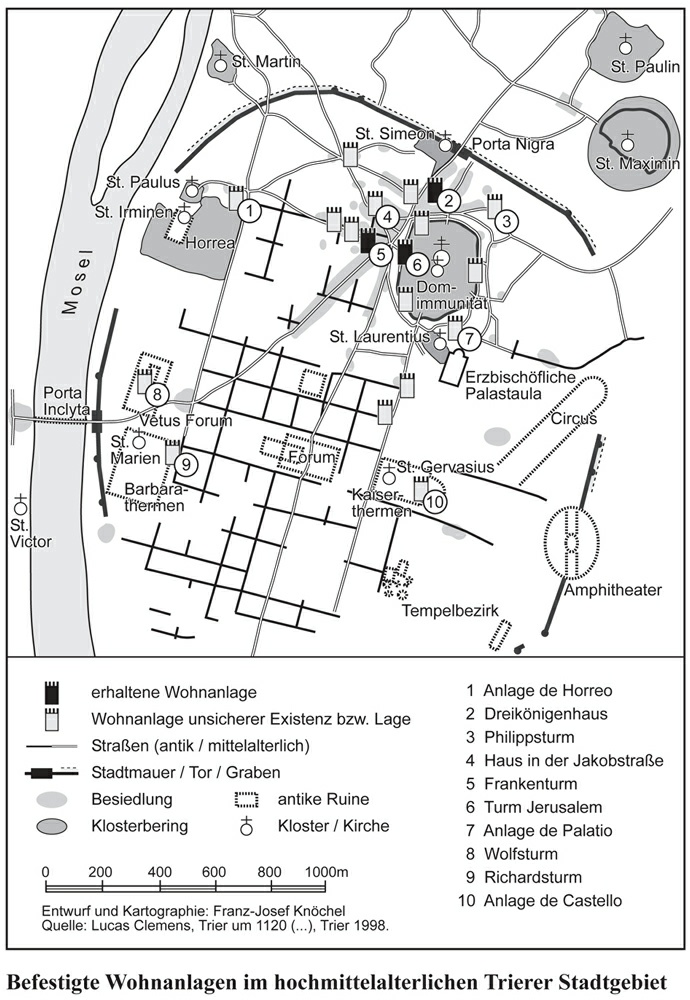
Karte der befestigten Wohnanlagen im hochmittelalterlichen Trier